# Théâtre de Babylone
Das Théâtre de Babylone war ein französisches Privattheater in Paris, das Anfang der 1950er Jahre durch Aufführungen von Stücken des Absurden Theaters bekannt wurde. Der kleine Theatersaal befand sich in einem Gebäude im 7. Arrondissement am Boulevard Raspail 38.
Geleitet wurde das Theater von einer Kooperative aus Schauspielern, Dramaturgen, Regisseuren und anderen Kulturschaffenden unter der Leitung von Jean-Marie Serreau. Zum Direktorium gehörten unter anderem die Schweizer Schauspielerin Eléonore Hirt, der Komponist Maurice Jarre und Max Barrault, der Bruder des bekannten Schauspielers Jean-Louis Barrault. Am 22. Mai 1952 eröffnete das Babylone seinen Spielbetrieb mit einem Theaterabend nach Stücken von Luigi Pirandello. Neben Eléonore Hirt trat darin unter anderem auch ihr damaliger Ehemann Michel Piccoli auf. Am 3. Januar 1953 schrieb das Babylone Theatergeschichte: Warten auf Godot von Samuel Beckett erlebte seine Uraufführung, nachdem andere Theater das Stück zuvor abgelehnt hatten. Die Inszenierung besorgte Roger Blin, der auch die Rolle des Pozzo übernahm; den Lucky spielte Jean Martin. Die Inszenierung wurde ein großer Erfolg bei Kritik und Publikum und wurde auch in der folgenden Saison aufgeführt. Im selben Jahr gab der später bekannte französische Theaterstar Laurent Terzieff mit 18 Jahren sein Debüt in dem Stück Alle gegen alle (Tous contre tous) von Arthur Adamov. 1954 kamen Stücke von Roland Dubillard und Eugène Ionesco zur Aufführung. Im September 1954 musste das Théâtre de Babylone wegen finanzieller Schwierigkeiten schließen.